# دانشگاه سیلپاکورن
دانشگاه سیلپاکورن (تایلندی: มหาวิทยาลัยศิลปากร) یک دانشگاه ملی در تایلند است. این دانشگاه در سال ۱۹۴۳ در بانکوک توسط پروفسور هنری متولد توسکانی، کورادو فروچی، که نام تایلندی سیلپا بهیراسری را پس از اخذ شهروندی تایلندی به خود گرفت، تأسیس شد. این دانشگاه به عنوان یک دانشگاه هنرهای زیبا آغاز شد و اکنون شامل بسیاری از دانشکده‌های دیگر نیز می‌شود. در سال ۲۰۱۶، ۲۵۲۱۰ دانش آموز دارد.
دانشگاه سیلپاکورن در ابتدا به عنوان مدرسه هنرهای زیبا زیر نظر گروه هنرهای زیبای تایلند در سال ۱۹۳۳ تأسیس شد. این مدرسه تنها برنامه‌های نقاشی و مجسمه‌سازی را ارائه می‌کرد و از شهریه برای مقامات دولتی و دانش‌آموزان چشم پوشی می‌کرد. تأسیس آن تا حد زیادی مرهون فداکاری تقریباً مادام العمر پروفسور سیلپا بهیراسری، مجسمه‌ساز ایتالیایی (کورادو فروچی سابق) است که در زمان پادشاهی راما ششم برای کار در بخش هنرهای زیبا مأموریت یافت.
پردیس کاخ سانام چاندرا در محوطه کاخ سانام چاندرا در ناخون پاتوم قرار دارد.
او متعاقباً کلاس‌های خود را به گونه‌ای بزرگتر کرد که قبل از راه‌اندازی مدرسه هنرهای زیبا، اعضای بیشتری از عموم علاقمندان را دربر گیرد. این مدرسه به تدریج توسعه یافت و به‌طور رسمی وضعیت جدیدی دریافت کرد و در ۱۲ اکتبر ۱۹۴۳ به نام دانشگاه سیلپاکورن نامگذاری شد دانشکده افتتاحیه آن دانشکده نقاشی و مجسمه‌سازی بود. در سال ۱۹۵۵، دانشکده معماری تایلندی تأسیس شد که بعداً به نام دانشکده معماری نامگذاری شد) و دو دانشکده دیگر، دانشکده باستان‌شناسی و دانشکده هنرهای تزئینی ایجاد شد.

## فارغ التحصیلان قابل توجه
- شاهزاده ماها چاکری سیریندهورن - شاهزاده خانم تایلند
- پرنسس چولابهورن - شاهزاده خانم تایلند
- پرنسس سیریبهاچودابهورن - شاهزاده خانم تایلند
- انگکارن کالایاناپونگ - هنرمند ملی تایلند (ادبیات)، شاعر
- Chalermchai Kositpipat - هنرمند ملی تایلند (هنرهای زیبا و هنرهای تجسمی)، بنیانگذار معبد سفید (Wat Rong Khun)
- Thawan Duchanee - هنرمند ملی تایلند (هنرهای زیبا و هنرهای تجسمی)
- ماتار بوناگ - معمار تایلندی
- چیراپات پراپاندویدیا - باستان‌شناس تایلندی، محقق سانسکریت و هندشناس
- سانتی لکسوخوم - مورخ هنر و باستان‌شناس تایلندی
- سوجیت وانگتس - روزنامه‌نگار، مورخ و نویسنده تایلندی
- Chavalit Soemprungsuk - هنرمند ملی تایلند (هنر تجسمی)، نقاش[۵]
- Chanyawee Sompreeda - رمان‌نویس تایلندی با نام مستعار "Rompaeng" که رمان او اساس سریال تلویزیونی سرنوشت عشق است.
- Jumpol Adulkittiporn – بازیگر، مدل و مجری تایلندی
- جنی پانهان - بازیگر و مجری تایلندی
- جنیس اپراسرت - عضو سابق گروه بت تایلندی، BNK48
- Wichayanee Pearklin - خواننده، بازیگر و مجری تلویزیونی تایلندی
- Wannarot Sonthichai - بازیگر سینما و تلویزیون تایلندی
- جنیس اپراسرت – خواننده پاپ تایلندی